# Dennitsa Dorsa
Dennitsa Dorsa zijn lage heuvelruggen op de planeet Venus. De Dennitsa Dorsa werden in 1985 genoemd naar Dennitsa, een Slavische godin van de dag en het licht.
De richels hebben een lengte van 872 kilometer en bevinden zich in het quadrangle Snegurochka Planitia (V-1).